# Receptor (comunicação)
Receptor (comunicação) (AO 1990: receptor ou recetor) é um dos protagonistas do ato da comunicação: aquele a quem se dirige a mensagem, quem recebe a informação e a decodifica, isto é; transforma os impulsos físicos (sinais) em mensagem recuperada.
A informação que faz então retornar à fonte emissora recebe o nome de retroalimentação ou realimentação.
O receptor pode ser humano, tecnológico ou institucional.
Uma forma mais explícita de receptor -> É o Alvo do Emissor, sendo quem recebe a mensagem.

## Estudo dos efeitos
Segundo a Teoria Hipodérmica, uma das primeiras a ser desenvolvida para o estudo da comunicação, o receptor era visto como agente passivo no processo de comunicação, sendo facilmente manipulado por caber a ele apenas reagir aos estímulos gerados pelo emissor. De acordo com essa teoria, as informações entrariam nas pessoas sem nenhuma espécie de resistência, assim como uma agulha na pele humana, daí deriva a nomeação utilizada.
Com o desenvolvimento de novas teorias a respeito do processo de comunicação o papel do receptor foi também ganhando espaço nos postulados. Os estudos que tratavam a respeito do efeitos limitados, levando em consideração as mediações, e os efeitos a longo prazo, foram afastando as concepções tidas pela teoria hipodérmica. No entanto, mesmo saindo do entendimento de efeito imediato sobre os receptores, essas teorias buscavam ainda compreender os efeitos que a mídia gerava no receptor.

## Estudos de recepção
Essa linha de pesquisa busca compreender o lugar que o receptor ocupa no processo comunicativo, levando em consideração também sua atividade, deste modo, nega a concepção de que ele seja um agente passivo. Levam também em consideração o processo inicial de decodificação das mensagens e a ênfase no uso recente dos meios e do consumo cultural, abrangendo as investigações de campo sobre a produção de sentido feita pelos receptores e levando em consideração os fatores etnográficos da audiência.

## Participação dos receptores
Com o avanço das tecnologias, principalmente agora no período da internet, o papel dos receptores está ainda mais ativo. Além de receberem as informações e atribuírem sentido a elas a partir de suas vivências, eles também ocupam o lugar de emissores, publicando na rede tanto suas opiniões quanto fatos de seu cotidiano. Além disso, também ocupam papel importante no contexto de produção jornalística.
Para denominar essa interação entre receptores e os jornalistas, o especialista em mídias sociais e indústria criativa, Axel Bruns sugeriu o termo Gatewatching, que representa a participação dos receptores (audiência) no processo de seleção e apuração das notícias, juntamente com os jornalistas, editores e diretores, que já desempenhavam essa função. Atualmente, com o jornalismo de convergência, onde todas as mídias se integram, o auxílio que a audiência da para as empresas jornalísticas é cada vez mais valorizado, pois permite o surgimento de novas pautas e procedimentos que antes não estavam presentes dentro da redação.